# Парижская конвенция (1883)
Парижская конвенция по охране промышленной собственности (англ. Paris Convention for the Protection of Industrial Property) — международное соглашение по охране промышленной собственности, впервые принятое в Париже (Франция) 20 марта 1883 г. Пересматривалось в Брюсселе в 1900 г., в Вашингтоне в 1911 г., в Гааге в 1925 г., в Лондоне в 1934 г., в Лиссабоне в 1958 г. и в Стокгольме в 1967 г. Была изменена 2 октября 1979 г. Является первым и ключевым международным соглашением в области охраны прав на промышленную собственность.
В настоящее время администрируется Всемирной организацией интеллектуальной собственности.
СССР присоединился к Парижской конвенции в 1965 году.
По состоянию на 2024 год участниками являются 180 государств.

## История
Первые законодательные акты, регулирующие охрану объектов промышленной собственности начали появляться с XVII века. В 1624 году в Англии был принят «Статут о монополиях», который устанавливал выдачу патентов на "проект нового изобретения". Схожие законы позднее появились в США (1790), Германии (1877) и ряде других государств.
Развитие технологий и торговли диктовали необходимость гармонизации различных норм, посвященных промышленной собственности. Проведение международных выставок требовало защитить права изобретателей на международном уровне. Всемирная выставка в Вене (1873) стала площадкой для проведения международного патентного конгресса, итоги которого способствовали началу разработки международного договора. 
После обсуждения проекта договора на дипломатическом уровне в 1878 и 1880 годах, в 1883 году договор был подписан.

## Содержание
Конвенция устанавливает общие положения о регулировании промышленной собственности. Охране подлежат патенты на изобретения, полезные модели, промышленные образцы, товарные знаки, знаки обслуживания, фирменные наименования и указания происхождения или наименования места происхождения.

### Национальный режим
Согласно статьям 2 и 3 Конвенции государства-участники должны предоставлять гражданам других государств тот же объем охраны промышленной собственности, что и своим гражданам. Кроме этого, национальный режим применяется и для граждан государств, которые не являются участниками договора, однако проживают либо имеют действующее предприятие на территории государства-участника.

### Право приоритета
В силу положений ст. 4 правильно оформленная заявка на патент, поданная в одном из государств-участников даёт возможность в течение определённого времени подать заявку в другом договаривающемся государстве (12 месяцев для патентов на изобретение и полезную модель, 6 месяцев для патентов на промышленный образец и товарный знак).

### Общие положения
Конвенция устанавливает ряд общих правил для регулирования охраны промышленной собственности применительно к различным объектам.

#### Патенты
Патенты, выданные в разных государствах (в том числе в тех, которые не участвуют в Конвенции), не зависят друг от друга (ст. 4bis). Таким образом, выдача патента одним государством не обязует патентные органы других государств к выдаче патента. 

#### Принудительное лицензирование
В ст. 5 Конвенции такое разрешение поясняется как мера для «предотвращения злоупотреблений, которые могут возникнуть в результате осуществления исключительного права» (пример - неиспользование изобретения). 
Принудительная лицензия может быть выдана по истечении 4 лет с момента подачи заявки на патент либо по истечении 3 лет с момента выдачи патента.

#### Недобросовестная конкуренция
Противодействию недобросовестной конкуренции посвящена ст. 10bis и 10ter.
Признаются недопустимыми действия, направленные на введение в заблуждение в отношении предприятия, товаров либо коммерческой (промышленной) деятельности; ложные обвинения, которые дискредитируют деятельность предприятия, само предприятие либо его товары; распространение недостоверной информации о товаре, его характеристиках или производственном процессе.

#### Объекты промышленной собственности и международные выставки
По смыслу ст. 11 патентоспособным изобретениям, полезным моделям, промышленным образцам и товарным знакам в отношении товаров, представленных на международных выставках предоставляется временная охрана на основании национального законодательства (выставочный приоритет).

#### Разрешение споров между участниками Конвенции
В случае, если урегулировать спор путем переговоров не удалось, стороны вправе обратиться в Международный суд. О факте обращения необходимо сообщить органу, который осуществляет административные задачи согласно Конвенции - Международному бюро.